# Тагор, Рабиндранат
Рабиндрана́т Таго́р (бенг. রবীন্দ্রনাথ ঠাকুর, Робиндронатх Тхакур; 7 мая 1861 — 7 августа 1941) — индийский писатель, поэт, композитор, художник, общественный деятель. Его творчество сформировало литературу и музыку Бенгалии. Он стал первым среди неевропейцев, кто был удостоен Нобелевской премии по литературе (1913). Переводы его поэзии рассматривались как духовная литература и вместе с его харизмой создали образ Тагора-пророка на Западе.
Тагор начал писать стихи в возрасте восьми лет. В шестнадцать лет он написал первые новеллы и драмы, опубликовал свои поэтические пробы под псевдонимом Бхану симха (бенг. Bhānusiṃha, рус. Солнечный лев). Получив воспитание, пропитанное гуманизмом и любовью к родине, Тагор выступал за независимость Индии от британской колониальной администрации. Основал Всемирный индийский университет и Институт реконструкции сельского хозяйства. Стихи Тагора сегодня являются гимнами Индии («Душа народа») и Бангладеш («Моя золотая Бенгалия»).
Творчество Рабиндраната Тагора включает в себя лирические произведения, эссе и романы на политические и социальные темы. Наиболее известные его произведения — «Гитанджали» (Жертвенные песнопения), «Го́ра» и «Дом и мир» — являются примерами лиризма, разговорного стиля, натурализма и созерцательности в литературе.

## Биография

### Детство и юность (1861—1877)

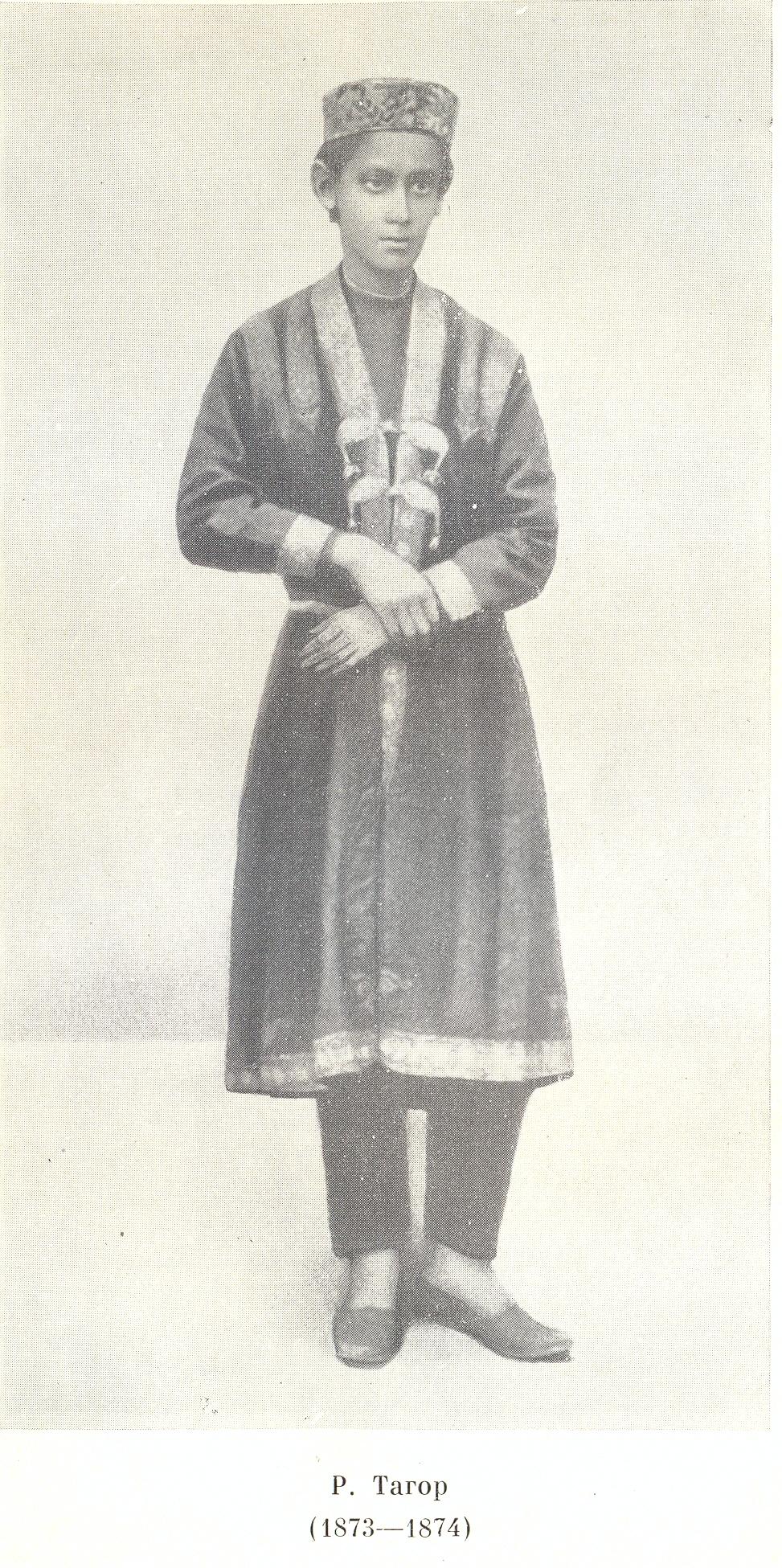
Рабиндранат в 12 или 13 лет

Рабиндранат Тагор, младший из детей Дебендранатха Тагора (1817—1905) и Шарады Деви (1830—1875), родился в имении Джорасанко Тхакур Бари (север Калькутты). Род Тагоров был очень древним и среди его предков были основатели религии Ади Дхарм. Отец, будучи брахманом, часто совершал паломничества к святым местам Индии. Мать, Шарода Деви, умерла, когда Тагору было 14 лет.
Семья Тагоров была очень известной. Тагоры являлись крупными заминдарами (землевладельцами), их дом посещали многие выдающиеся писатели, музыканты и общественные деятели. Старший брат Рабиндраната — Двиджендранатх, был математиком, поэтом и музыкантом, средние братья Диджендранатх и Джотириндранатх, были известными философами, поэтами и драматургами. Племянник Рабиндраната Обониндранатх стал одним из основателей школы современной бенгальской живописи.
В пять лет Рабиндраната отдали в Восточную семинарию, а впоследствии перевели в так называемую Нормальную школу, которая отличалась казённой дисциплиной и неглубоким уровнем образования. Поэтому Тагор больше любил прогулки по имению и окрестностям, чем школьные занятия. По завершении обряда упанаяны в 11 лет, Тагор покинул Калькутту в начале 1873 года и путешествовал с отцом несколько месяцев. Они посетили семейное имение в Шантиникетане и остановились в Амритсаре. Молодой Рабиндранат получал хорошее домашнее образование, изучая историю, арифметику, геометрию, языки (в частности английский и санскрит) и другие предметы, познакомился с творчеством Калидасы. В «Воспоминаниях» Тагор отмечал:
| Наше духовное воспитание шло успешно потому, что мы учились в детстве именно на бенгальском языке… Несмотря на то, что повсеместно твердили о необходимости английского воспитания, мой брат был достаточно твёрд, чтобы дать нам «бенгальское». |

Семья Рабиндраната Тагора
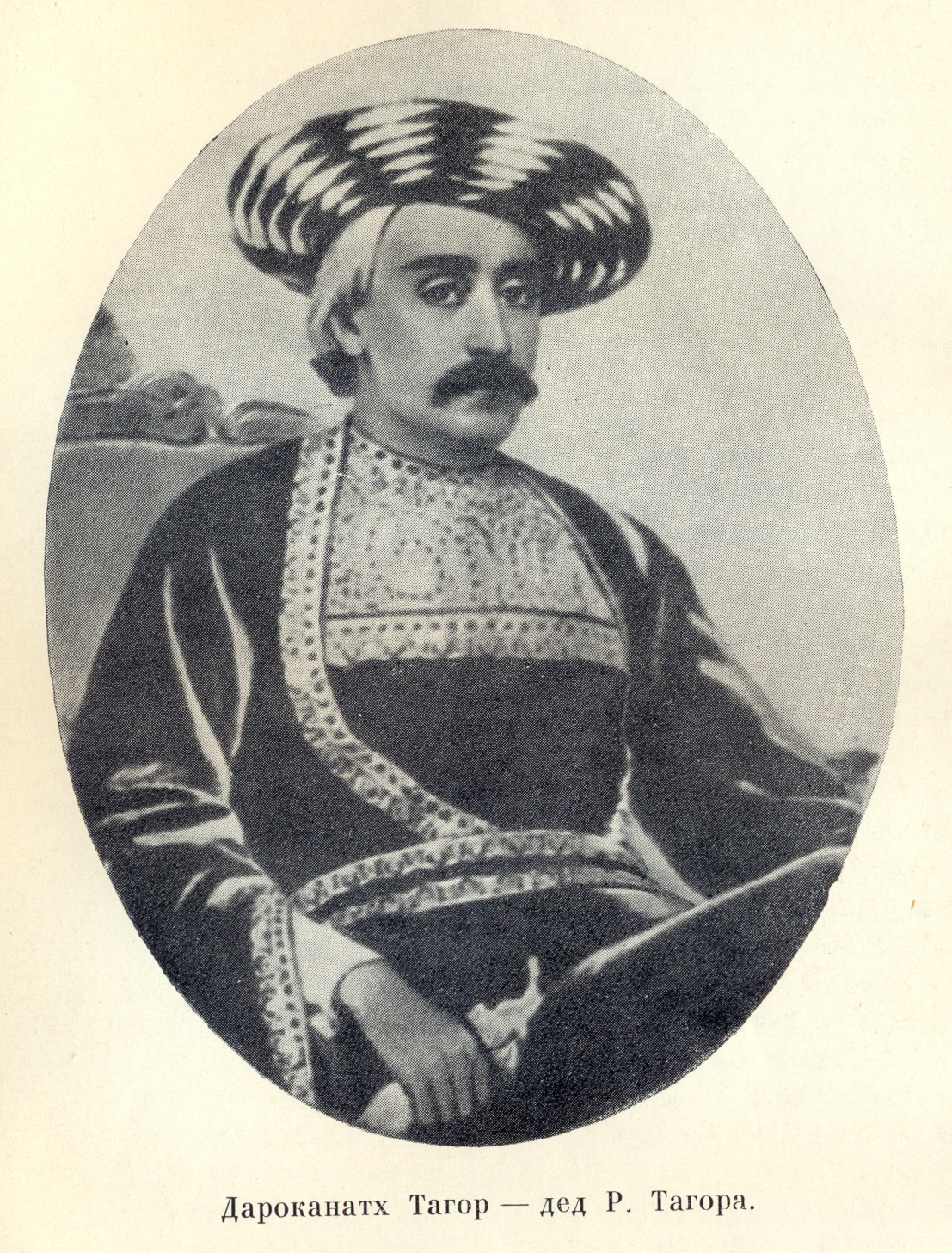
Дварканатх Тагор, дед
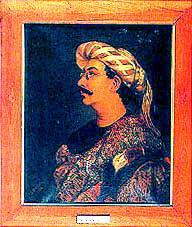
Дебендранатх Тагор, отец
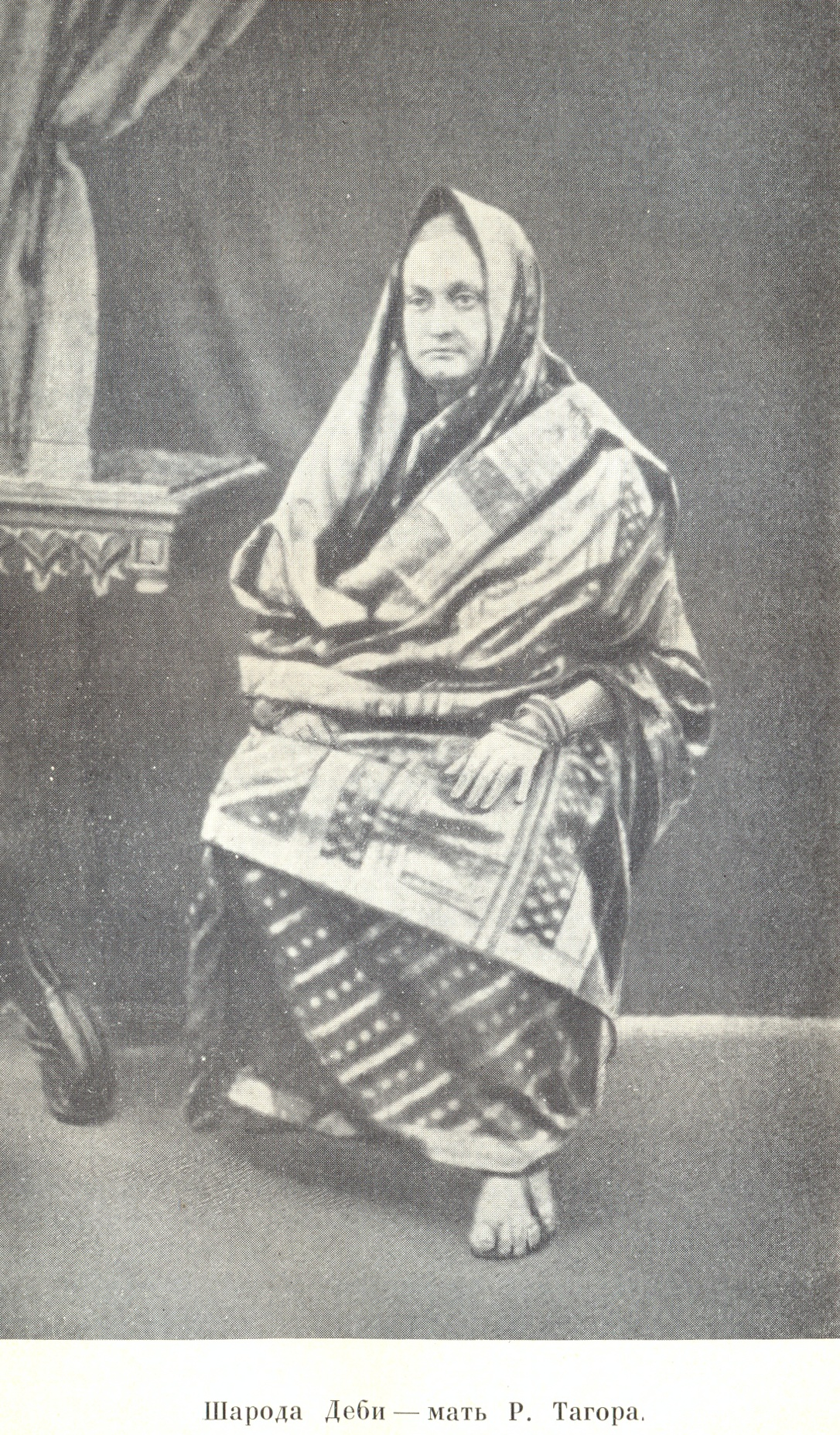
Шарада Деви, мать
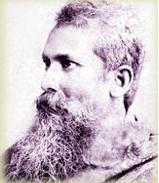
Диджендранат Тагор, старший брат

### Первые публикации и знакомство с Англией (1877—1901)

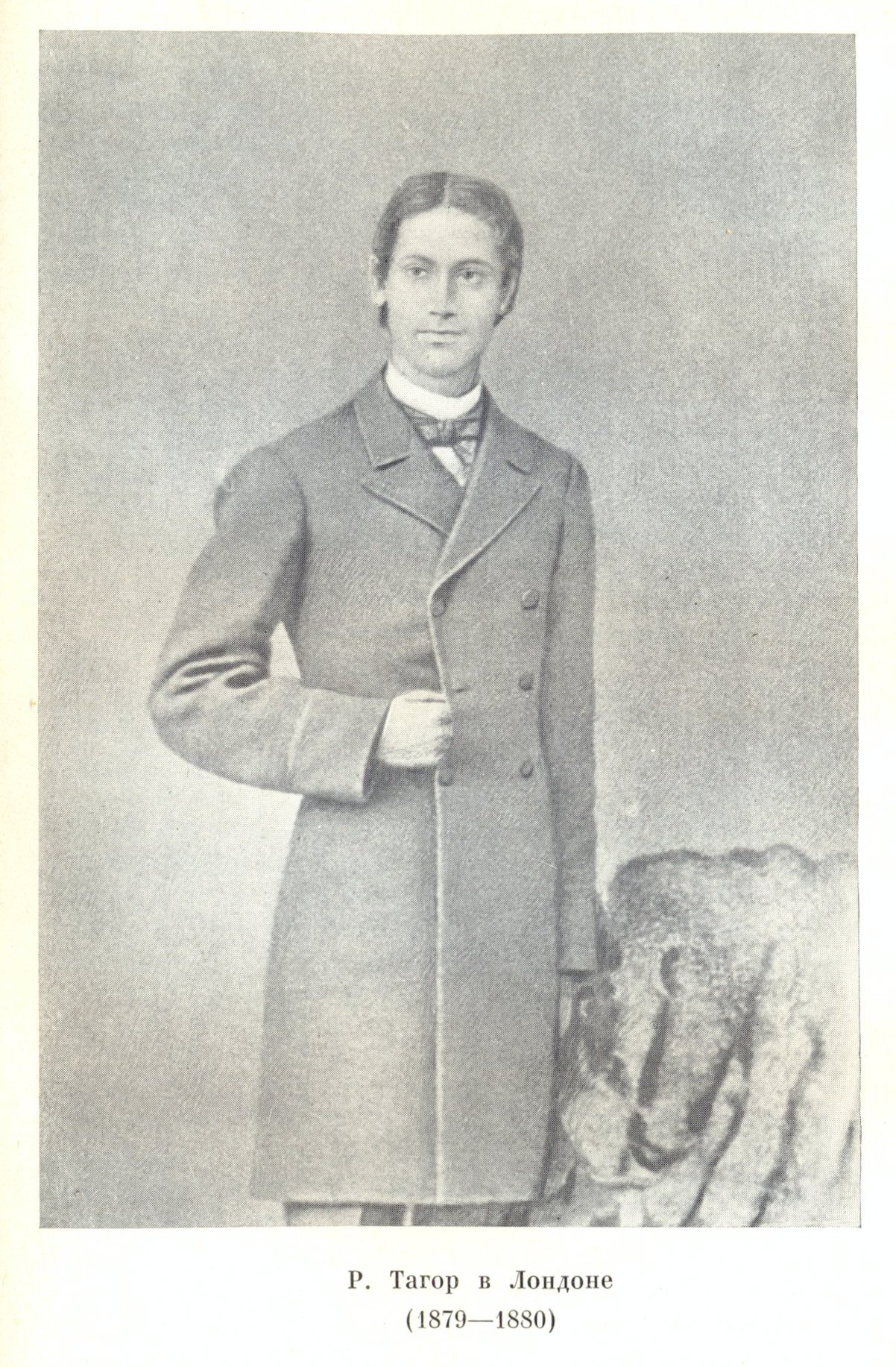
В Англии, 1879 год

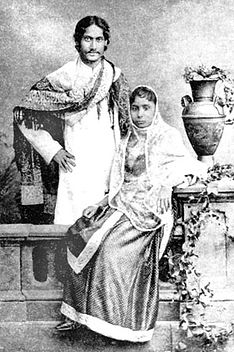
Тагор и его жена Мриналини Деви в 1883 году

Вишнуистская поэзия вдохновила шестнадцатилетнего Рабиндраната на создание поэмы в стиле майтхили, основанном Видьяпати. Она была опубликована в журнале «Бхароти» под псевдонимом «Бхану симха» (Bhānusiṃha, «Солнечный лев») с пояснениями, что рукопись XV столетия была найдена в старом архиве, и была положительно оценена экспертами. Он написал «Бикхарини» («Нищенка», опубликованная в 1877 году в июльском номере журнала «Бхароти», стала первым рассказом на языке бенгали), поэтические сборники «Вечерние песни» (1882), включивший поэму «Нирджхарер Свапнабханга», и «Утренние песни» (1883).
Перспективный молодой барристер Тагор поступил в публичную школу в Брайтоне в Англии в 1878 году. Вначале он остановился на несколько месяцев в принадлежавшем его семье доме недалеко оттуда. Годом ранее[что?] к нему присоединились племянники — Сурен и Индира, дети его брата Сатьендранатха, приехавшие вместе со своей матерью. Рабиндранат изучал право в Университетском колледже Лондона, однако вскоре покинул его для изучения литературы: «Кориолан» и «Антоний и Клеопатра» Шекспира, Religio Medici Томаса Брауна и других. Он вернулся в Бенгалию в 1880 году так и не получив степени. Однако это знакомство с Англией позднее проявлялось в его знакомстве с традициями Бенгальской музыки, позволяя создавать новые образы в музыке, поэзии и драме. Но Тагор в своих жизни и творчестве так никогда целиком и не принял ни критики Британии, ни строгих семейных традиций, основанных на опыте индуизма, вместо этого вбирая лучшее из этих двух культур.
9 декабря 1883 года Рабиндранат женился на Мриналини Деви (урожд. Бхабатарини, 1873—1902). Мриналини как и Рабиндранат происходила из семьи брахманов-пирали. У них было пять детей: дочери Мадхурилата (1886—1918), Ренука (1890—1904), Мира (1892—?), и сыновья Ратхиндранатх (1888—1961) и Саминдранатх (1894—1907). В 1890 году Тагору были вверены огромные поместья в Шилайдахе (теперь часть Бангладеш). Жена и дети присоединились к нему в 1898 году.
В 1890 году Тагор опубликовал одну из своих самых известных работ — сборник поэм «Образ любимой». Как «заминдар бабу», Тагор объезжал семейные владения на роскошной барже «Падма», собирая плату и общаясь с сельчанами, которые проводили праздники в его честь. 1891—1895 гг., период садханы Тагора, были очень плодотворными. В это время им было создано более половины рассказов из восьмидесяти четырёх, вошедших в трёхтомник «Гальпагуччха». С иронией и серьёзностью они изображали множество сфер жизни Бенгалии уделяя внимание, в основном, сельским образам. Конец XIX века знаменуется написанием сборников песен и поэзии «Золотая ладья» (1894) и «Мгновение» (1900).

### Шантиникетан и Нобелевская премия (1901—1932)

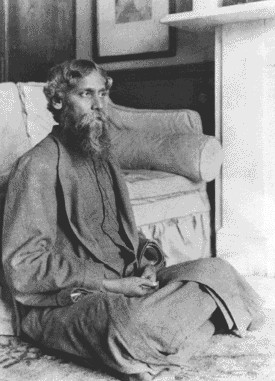
В Хампстеде, 1912 год

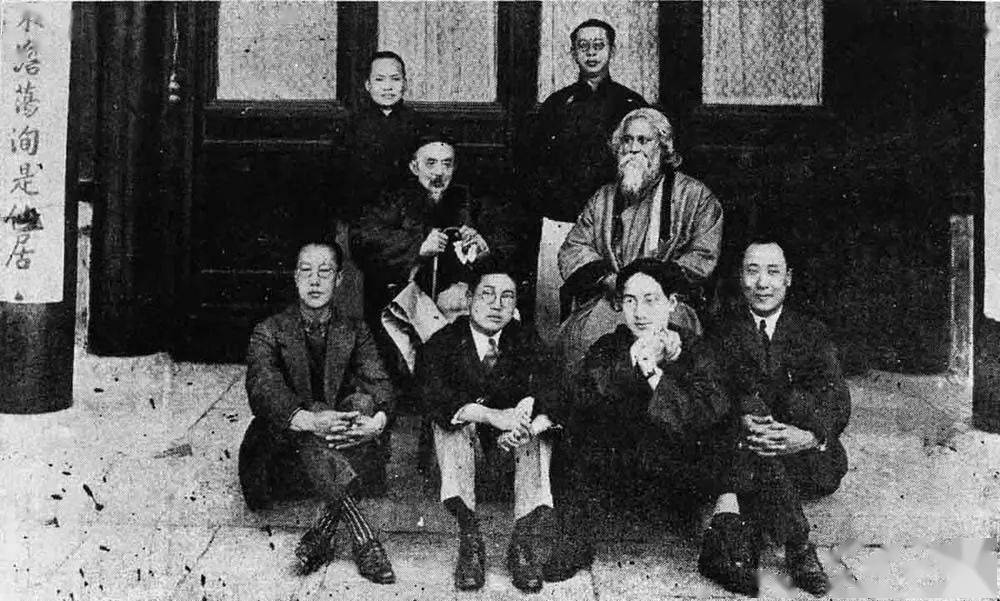
Университет Цинхуа, 1924 год

В 1901 году Тагор вернулся в Шилайдах и переехал в Шантиникетан (Обитель мира), где основал ашрам. Он включал в себя экспериментальную школу, молитвенную комнату с мраморным полом (мандир), сады, рощи и библиотеку. После смерти жены в 1902 году Тагор публикует сборник лирических стихов «Память» («Sharan»), пронизанных щемящим чувством утраты. В 1903 году от туберкулёза умирает одна из дочерей, а в 1907 году от холеры — младший сын. В 1905 году не стало отца Рабиндраната. В эти годы Тагор получал ежемесячные платежи как часть его наследства, дополнительный доход от махараджи Трипура, продажи семейных драгоценностей и роялти.
Общественная жизнь не осталась в стороне от писателя. После ареста колониальными властями известного индийского революционера Тилака, Тагор выступил в его защиту и организовал сбор денежных средств для оказания помощи заключённому. Акт Керзона о разделе Бенгалии в 1905 году вызвал волну протеста, которое выразилось в движении «Свадеши», одним из руководителей которого стал Тагор. В это время им были написаны патриотические песни «Золотая Бенгалия», «Земля Бенгалии», Ekla Chalo Re (бенг. «Если никто не ответит на твой зов, иди один»). В день вступления в силу акта Тагор организовал Ракхи-бондхон — обмен повязками, символизирующий единство Бенгалии, в котором приняли участие индусы и мусульмане. Однако когда движение «Свадеши» стало принимать форму революционной борьбы, Тагор отошёл от него. Он считал, что социальные изменения должны происходить путём просвещения народа, создания добровольных организаций и расширения отечественного производства.
В 1910 году вышел один из наиболее известных сборников стихов Тагора «Гитанджали» (Жертвенные песнопения). С 1912 года Тагор начинает путешествовать, посещает Европу, США, Россию, Японию и Китай. Будучи в Лондоне, он показал несколько самостоятельно переведённых на английский язык стихов из «Гитанджали» своему другу, британскому художнику Уильяму Ротенштейну, на которого те произвели большое впечатление. При содействии Ротенштейна, Эзры Паунда, Уильяма Йейтса и других лондонское «Индийское общество» (India Society of London) издало 103 переведённых стиха Тагора — в 1913 году, а ещё через год появилось четыре русскоязычных издания.
14 ноября 1913 года Тагор узнал, что стал лауреатом Нобелевской премии по литературе

за глубоко прочувствованные, оригинальные и прекрасные стихи, в которых с исключительным мастерством выразилось его поэтическое мышление, ставшее, по его собственным словам, частью литературы Запада.
Оригинальный текст (англ.)because of his profoundly sensitive, fresh and beautiful verse, by which, with consummate skill, he has made his poetic thought, expressed in his own English words, a part of the literature of the West.
— The Nobel Prize in Literature 1913 (англ.). Nobelprize.org. Дата обращения: 28 марта 2011. Архивировано 10 августа 2011 года.
Тагор стал первым её лауреатом из Азии. Шведской академией была высоко оценена идеалистическая, и доступная для западных читателей небольшая часть переводного материала, включившего в себя часть «Гитанджали». В своей речи представитель академии Харальд Хьерне отметил, что наибольшее впечатление на членов Нобелевского комитета произвели «Жертвенные песни». Хьерне также упомянул английские переводы других, как поэтических, так и прозаических, произведений Тагора, которые в большинстве своём были опубликованы в 1913 году. Денежная премия Нобелевского комитета была пожертвована Тагором его школе в Шантиникетане, впоследствии ставшей первым университетом с бесплатным обучением. В 1915 году ему был пожалован титул рыцаря, от которого он отказался в 1919 году — после расстрела мирных жителей в Амритсаре.
В 1921 году Тагор вместе со своим другом, английским агрономом и экономистом Леонардом Элмхерстом, основал в Суруле (неподалёку Шантиникетана) Институт реконструкции сельского хозяйства, позднее переименований в Шриникетан (Обитель благосостояния). Этим Рабиндранат Тагор обошёл символический сварадж Махатмы Ганди, который он не одобрял. Тагору приходилось искать помощи спонсоров, должностных лиц и учёных во всем мире для «освобождения деревни от оков беспомощности и невежества» путём просвещения.
По Микеле Морамарко, в 1924 году Верховным Советом Шотландского обряда Тагору была присуждена почётная премия. Согласно ему, Тагор имел возможность стать масоном в молодости, предположительно пройдя посвящение в одной из лож, во время своего нахождения в Англии.
В начале 1930-х гг. Тагор обратил своё внимание на кастовую систему и проблемы неприкасаемых. Выступая на публичных лекциях и описывая «неприкасаемых героев» в своём творчестве, он сумел добиться разрешения на посещения ими Храма Кришны в Гуруваюре.

### На склоне лет (1932—1941)

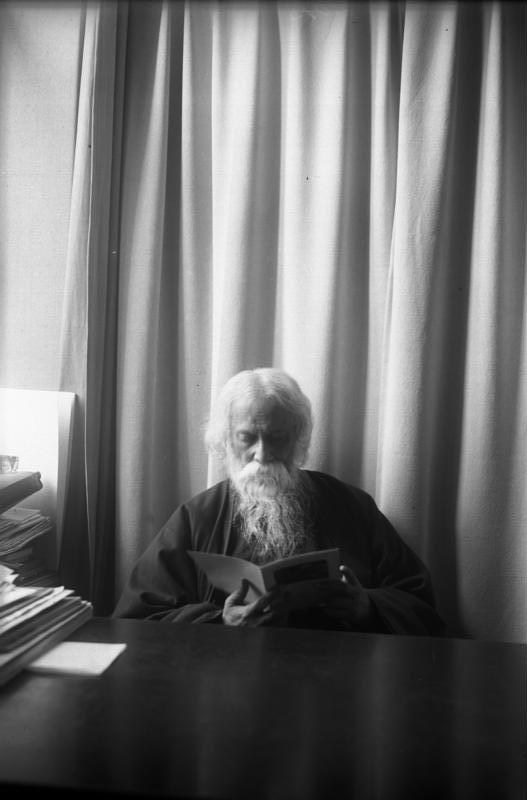
В Берлине, 1930 год

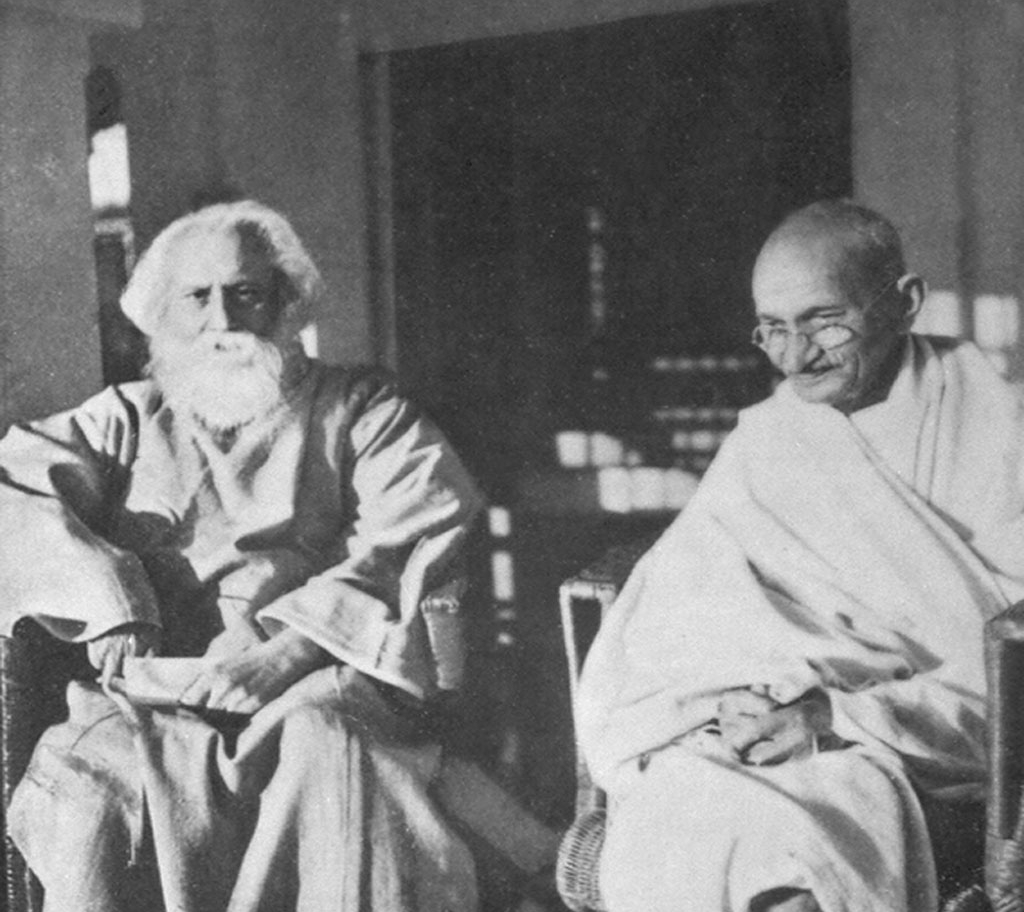
Тагор и Ганди, 1940 год

Многочисленные международные путешествия Тагора лишь укрепили его во мнении, что всякое деление людей очень поверхностно. В мае 1932 года, во время посещения им лагеря бедуинов в пустыне Ирака, к нему обратился вождь со словами: «Наш Пророк сказал, что настоящий мусульманин тот, от чьих слов или действий не пострадает ни один человек». Впоследствии в своём дневнике Тагор отметит: «Я начал распознавать в его словах голос внутренней гуманности». Он тщательно изучал ортодоксальные религии и упрекал Ганди за высказывание, что землетрясение 15 января 1934 года в Бихаре, повлёкшее тысячи смертей, было наказанием свыше за угнетение касты неприкасаемых. Он оплакивал эпидемию бедности в Калькутте и всё ускорявшийся социоэкономический спад в Бенгалии, который он подробно описал в нерифмованной поэме в тысячи строк, чья уничтожающая техника двойного видения предвестила фильм Сатьяджита Рея «Апур Сансар (Мир Апу)». Тагором было написано ещё множество произведений, составивших пятнадцать томов. Среди них такие поэмы в прозе как «Снова» («Punashcha», 1932), «Последняя октава» («Shes Saptak», 1935) и «Листья» («Patraput», 1936). Он продолжал экспериментировать со стилем, создавая песни в прозе и танцы-пьесы, такие как «Читрангада» («Chitrangada», 1914), «Шьяма» («Shyama», 1939) и «Чандалика» («Chandalika», 1938). Тагором были написаны романы «Дуи Бон» («Dui Bon», 1933), «Маланча» («Malancha», 1934) и «Четыре части» («Char Adhyay», 1934). В последние годы жизни его заинтересовала наука. Он написал сборник эссе «Наша Вселенная» («Visva-Parichay», 1937). Его исследования биологии, физики и астрономии нашли отражение в поэзии, которая часто содержала широкий натурализм, подчёркивающий его уважение перед законами науки. Тагор участвовал в научном процессе, создавая рассказы об учёных, вошедших в некоторые главы «Си» («Se», 1937), «Тин Санги» («Tin Sangi», 1940) и «Гальпасальпа» («Galpasalpa», 1941).
Последние четыре года жизни Тагора были омрачены хроническими болями и двумя длительными периодами болезней. Они начались, когда Тагор потерял сознание в 1937 году и долго оставался в коме на грани жизни и смерти. Это же повторилось в конце 1940 года, после чего он уже не оправился. Поэзия Тагора, написанная в эти годы, является образчиком его мастерства и отличалась особой озабоченностью смертью. После продолжительной болезни Рабиндранат Тагор скончался 7 августа 1941 года в возрасте 80 лет в имении Джорасанко. Весь бенгалоязычный мир оплакивал уход поэта. Последним, кто видел Тагора живым, был Амия Кумар Сен, записывавший под диктовку последнюю его поэму. Позже её черновик был передан музею Калькутты. В воспоминаниях индийского математика, профессора П. Ч. Махаланобиса отмечалось, что Тагор сильно переживал из-за войны между нацистской Германией и СССР, часто интересуясь сводками с фронтов, и в последний день жизни высказал твёрдую веру в победу над нацизмом.

### Путешествия

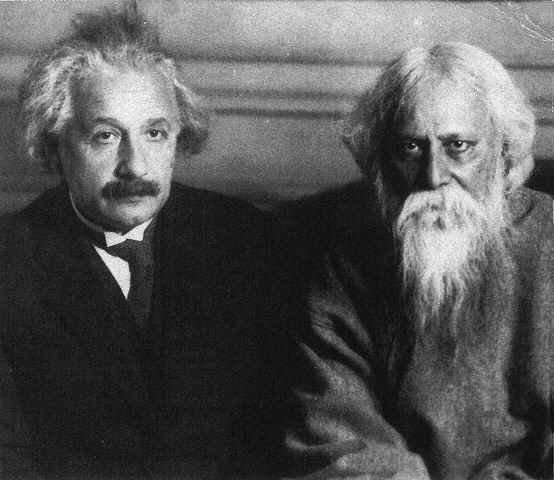
С Эйнштейном, 1930 год

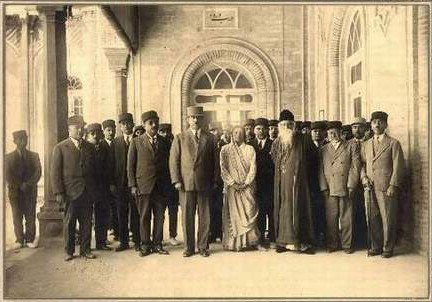
Тагор (первый ряд, третья фигура справа) встречает членов иранского меджлиса (Тегеран, апрель-май 1932)

Между 1878 и 1932 годами Тагор посетил более тридцати стран на пяти континентах. Многие из этих поездок были очень важными для ознакомления неиндийской аудитории с его творчеством и политическими взглядами. В 1912 году он показал некоторые собственноручно сделанные переводы своих стихов на английский язык знакомым в Великобритании. Они очень впечатлили близкого товарища Ганди Чарльза Эндрюса, ирландского поэта Уильяма Йейтса, Эзру Паунда, Роберта Бриджа, Томаса Мура и других. Йейтсом было написано предисловие к англоязычному изданию «Гитанджали», а Эндрюс позднее посещал Тагора в Шантиникетане. 10 ноября 1912 года Тагор посетил США и Великобританию, останавливаясь в Буттертоне (Стаффордшир) у священнослужителей-друзей Эндрюса. С 3 мая 1916 по апрель 1917 года, Тагор читал лекции в Японии и США, в которых осуждал национализм. Его эссе «Национализм в Индии» получило как презрительные, так и хвалебные отзывы от пацифистов, включая Ромена Роллана.

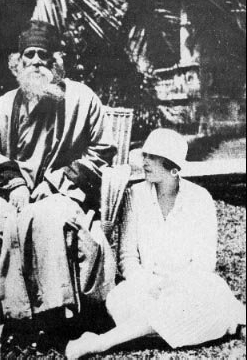
Рабиндранат Тагор и Виктория Окампо на её вилле, 1924 год

Вскоре по возвращении в Индию, 63-летний Тагор принял приглашение правительства Перу. Потом он посетил Мексику. Правительства обеих стран предоставили кредит в $100 000 школе Тагора в Шантиникетане в честь его визита. Через неделю после прибытия в Буэнос-Айрес (Аргентина) 6 ноября 1924 года заболевший Тагор поселился на Вилле Миральрио по приглашению Виктории Окампо. Он вернулся в Индию в январе 1925 года. 30 мая следующего года Тагор посетил Неаполь (Италия), а 1 апреля общался с Бенито Муссолини в Риме. Их поначалу тёплые отношения закончились критикой со стороны Тагора 20 июля 1926 года.
14 июля 1927 года Тагор с двумя компаньонами начал четырёхмесячный тур по Южной Азии посетив Бали, Яву, Куала-Лумпур, Малакку, Пинанг, Сиам и Сингапур. Рассказы Тагора об этих путешествиях были позднее собраны в произведении «Джатри» («Jatri»). В начале 1930-х гг. он вернулся в Бенгалию для подготовки к годичному путешествию по Европе и Соединённым Штатам. Его рисунки выставлялись в Лондоне и Париже. Однажды, когда он вернулся в Великобританию, он остановился в поселении квакеров в Бирмингеме. Там он написал свои Оксфордские лекции и выступал на собраниях квакеров. Тагор говорил о «глубокой трещине отчуждённости» рассказывая об отношениях между британцами и индусами — теме, которую он прорабатывал последующие несколько лет. Он встретился с Ага-ханом III, посетил Дартингтон-холл, затем отправился в Данию, Швейцарию и Германию, будучи в дороге с июня по середину сентября 1930 года, потом посетив Советский Союз. В апреле 1932 года Тагор, познакомившийся с сочинениями персидского мистика Хафиза и легендами о нём, остановился у Резы Пехлеви в Иране. Столь насыщенный график поездок позволил Тагору общаться с многими известными современниками, такими как Анри Бергсон, Альберт Эйнштейн, Роберт Фрост, Томас Манн, Бернард Шоу, Герберт Уэллс и Ромен Роллан Последние заграничные поездки Тагора включали в себя визиты в Персию и Ирак (в 1932 г.) и Шри-Ланку (в 1933 г.), которые лишь укрепили писателя в его позициях относительно деления людей и национализма.

## Творчество

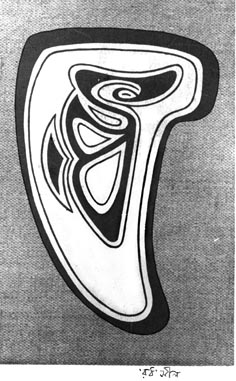
Инициалы Тагора «Ро-Тхо» на языке бенгали на деревянной печати. Стилистика близка к традиционной резьбе Хайда. Тагор часто украшал свои рукописи подобными изображениями

Наиболее известный как поэт, Тагор также рисовал и сочинял музыку, он был автором романов, эссе, новелл, драм и множества песен. Из его прозы наиболее известны его новеллы, более того, он считается родоначальником бенгалоязычной версии этого жанра. В работах Тагора часто отмечают их ритмичность, оптимистичность и лиризм. Такие его произведения, в основном, заимствованы из обманчиво простых историй из жизни простых людей. Из-под пера Тагора вышел не только текст стиха «Джанаганамана», ставшего Гимном Индии, но и музыка, под которую он исполняется. Рисунки Тагора, выполненные акварелью, пером и тушью, выставлялись во многих странах Европы.

### Поэзия

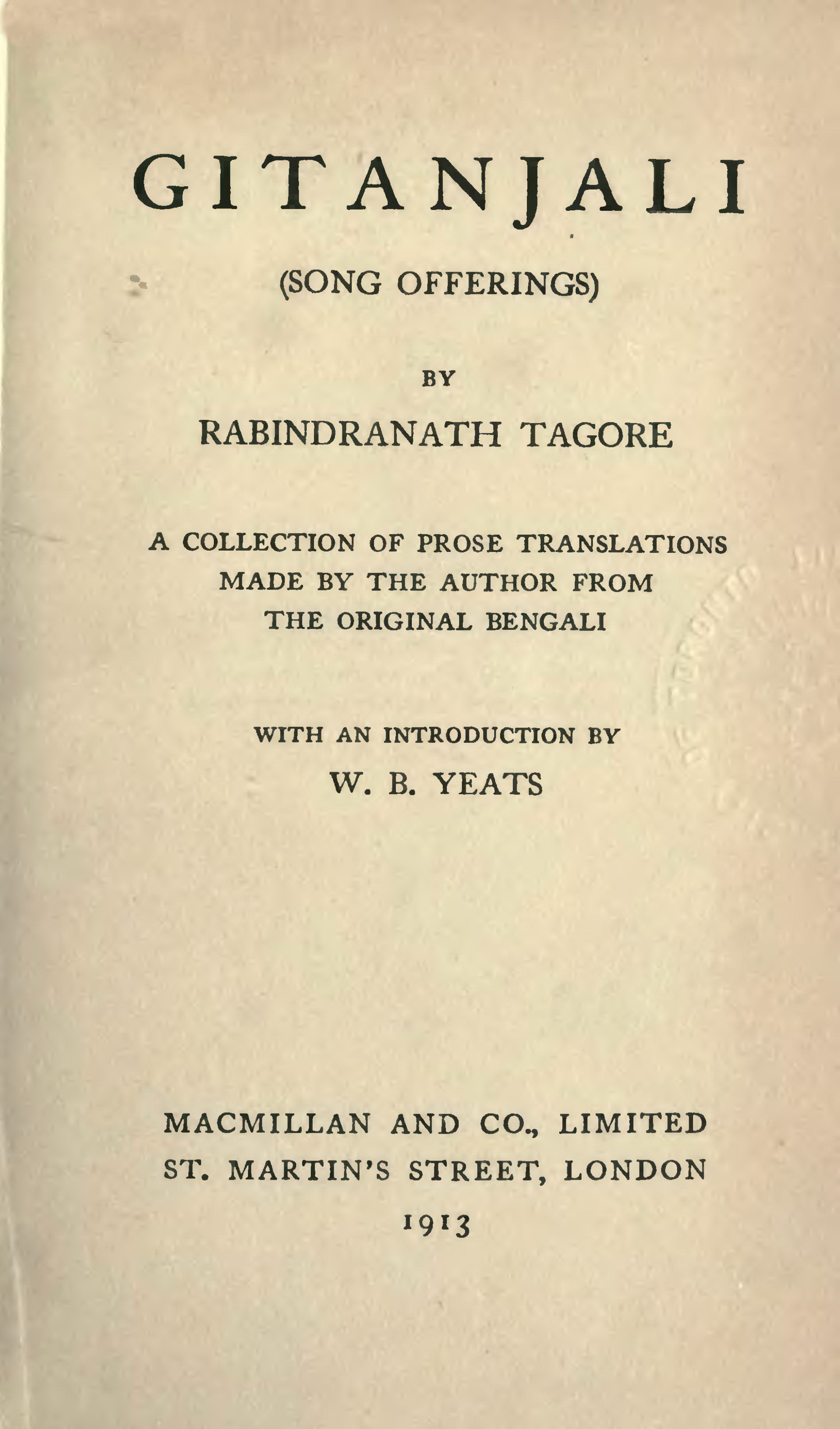
Титульная страница «Гитанджали», издание 1913 года

Поэзия Тагора, богатая в своём стилевом разнообразии от классического формализма до комического, мечтательного и восторженного, имеет корни в творчестве вайшнавских поэтов XV—XVI веков. Тагор испытывал благоговение перед мистицизмом риши, таких как Вьяса, написавших Упанишады, Кабира и Рампрасада Сена. Его поэтические произведения стали более свежими и зрелыми после его знакомства с народной музыкой Бенгали, включавшей в себя баллады певцов-мистиков баулов. Тагор вновь открыл и сделал широко известными гимны Картабхаджи (Kartābhajā), в которых основное внимание уделялось внутренней божественности и бунте против религиозной и социальной ортодоксальности. За годы, проведённые в Шилайдахе, стихи Тагора приобрели лирическое звучание. В них он стремился к связи с божественным через обращение к природе и трогательное сопереживание человеческой драме. Тагор использовал подобный приём в своих поэмах, посвящённых отношениям между Радхой и Кришной, которые опубликовал под псевдонимом Бханусимха (Bhānusiṃha, Солнечный Лев). К этой теме он возвращался ещё не раз.
Участие Тагора в наиболее ранних попытках развития модернизма и реализма в Бенгалии проявилось в его литературных экспериментах 1930-х годов, примерами которых могут служить «Африка» или «Камалия», одни из наиболее известных из его поздних стихов. Иногда Тагор писал стихи используя диалект шадху бхаша, образовавшийся вследствие влияния санскрита на бенгальский язык, позднее начав использовать более распространённый чолти бхаша. Другие его значительные сочинения включают «Образ любимой» (1890), «Золотая ладья» (1894), «Журавли» (бенг. Balaka, 1916, метафора для переселяющихся душ) и «Вечерние мелодии» (1925). «Золотая ладья» является одной из наиболее известных его поэм об эфемерности жизни и достижений.
Сборник стихов «Гитанджали» (бенг. গীতাঞ্জলি, англ. Gitanjali, «Жертвенные песнопения») был отмечен Нобелевской премией по литературе в 1913 году.
Поэзия Тагора была положена на музыку многими композиторами, среди произведений которых триптих для сопрано и струнного квартета Артура Шеферда, Лирическая симфония Александра Цемлинского, цикл любовных песен Йозефа Фёрстера, «Странствующий безумец» (Potulný šílenec) Леоша Яначека, вдохновлённого выступлением Тагора в Чехословакии в 1922 году, «Прана» на стих «Поток жизни» из «Гитанджали» Гарри Шумана. В 1917 году Ричард Хагман перевёл и переложил на музыку его стихи, создав одну из известнейших своих песен «Do not go my love». Джонатан Харвей создал композиции «One Evening» (1994) и «Song Offerings» (1985) на стихи Тагора.
В СССР и России большой популярностью пользуется песня композитора Алексея Рыбникова на стихи Рабиндраната Тагора в переводе Аделины Адалис-Эфрон «Последняя поэма». В фильме «Вам и не снилось…» (1980 год, режиссёр-постановщик Илья Фрэз) её исполнили Ирина Отиева и Вера Соколова. Впоследствии она вошла в репертуар ансамбля «Ялла», Валерии и других советских и российских артистов.

### Романы
Тагор написал восемь романов, множество новелл и рассказов, среди которых «Чатуранга» («Chaturanga»), «Прощальная песня» (также переводится как «Последняя песня», «Shesher Kobita»), «Четыре части» («Char Adhay») и «Ноукадуби» («Noukadubi»). Новеллы Тагора, в основном описывающие жизнь бенгальского крестьянства, впервые появились на английском языке в 1913 году в сборнике «Страждущие камни и другие рассказы» («Hungry Stones and Other Stories»). Один из известнейших романов, «Дом и мир» («Ghare Baire»), представляет индийское общество сквозь призму видения заминдара-идеалиста Никхила, обнажающего индийский национализм, терроризм и религиозное рвение в движении «Свадеши». Роман заканчивается противостоянием между индуистами и мусульманами и глубокими душевными ранами Никхила. Роман «Светлолицый» («Gora») поднимает противоречивые вопросы индивидуальности Индии. Как и в «Ghare Baire» вопросы самоидентификации (jāti), личной и религиозной свободы прорабатываются в контексте истории семьи и любовного треугольника.
Рассказ «Взаимоотношения» (также переводится как «Связи», «Jogajog») повествует о соперничестве двух семей Чаттиржи (Бипродас) — ныне обедневших аристократов — и Госалов (Мадхусудан), представляющих новое высокомерное поколение капиталистов. Кумудини, сестра Бипродаса, оказывается меж двух огней, выйдя замуж за Мадхусудана, будучи воспитанной под надёжной защитой, в уважении к религии и обрядам. Героиня, связанная идеалами Шивы—Сати на примере Дакшаяни, разрывается между жалостью к судьбе своего прогрессивного, сострадательного брата и его противоположности — своим распутным мужем-эксплуататором. Этот роман посвящён тяжёлому положению бенгальских женщин, оказавшихся между долгом, честью семьи и беременностью, также он показывает снижение влияния земельной олигархии Бенгалии.
Тагором были написаны и более оптимистичные произведения. «Последняя поэма» (также переводимая как «Прощальная песня», «Shesher Kobita») — один из наиболее лирических его романов, с выписанными поэмами и ритмичными пассажами главного героя — поэта. Произведение также содержит элементы сатиры и постмодернизма, оно атакует старое, отживающее, опротивевшее поэту, который идентифицируется с самим Рабиндранатом Тагором. Хотя его романы остаются наименее оценёнными, они получили значительное внимание со стороны кинорежиссёров, таких как Сатьяджит Рей и других, например, фильмы по одноимённым произведениям Тагора «Чокхер Бали» («Chokher Bali») и «Дом и мир» («Ghare Baire»). В первом из них Тагор описывает бенгальское общество начала XX века. Центральный персонаж — молодая вдова, желающая жить собственной жизнью, что вступает в конфликт с традицией, не позволяющей вступать в повторный брак и обрекающий на уединённое, одинокое существование. Эта тоска, замешанная на обмане и горе, возникшая из неудовлетворённости и печали. Тагор говорил о романе: «Я всегда жалел его конец». Саундтреки из фильма часто характеризуют как рабиндрасангиты — музыкальные формы, проработанные Тагором на основе бенгальской музыки. Во второй киноленте иллюстрируется борьба Тагора с самим собой: между идеалами западной культуры и революции против неё. Эти две идеи выражаются через двух главных героев — Никхила, олицетворяющего рациональное начало и выступающего против насилия, и Сандипа, не останавливающегося ни перед чем для достижения своих целей. Подобные противоположности очень важны для понимания истории Бенгалии и её проблем. Существуют споры, не попытался ли Тагор выразить Ганди в образе Сандипа, и аргументы против этой версии, так как Тагор очень уважал Махатму, выступавшего против какого-либо насилия.

### Документалистика
Тагор написал много документальных книг, охватывающих темы от истории Индии до лингвистики и духовности. Кроме автобиографических работ, его дорожные дневники, эссе и лекции были собраны в несколько томов, включающие «Лекции из Европы» («Europe Jatrir Patro») и «Религия человека» («Manusher Dhormo»). Краткая переписка Тагора и Эйнштейна, «Записки о природе реальности», вошла в них как дополнение.

### Музыка
Тагор сочинил около 2 230 песен. Его песни, часто написанные в стиле рабиндра сангит (бенг. রবীন্দ্র সংগীত — «песня Тагора»), являются значительной частью культуры Бенгалии. Музыка Тагора неотделима от его литературных произведений, многие из которых — поэмы или главы романов, рассказы — брались за основу для песен. Испытавшие значительное влияние стиля тхумри (дев. ठुमरी, один из стилей музыки хиндустани). В них часто обыгрывается тональность классических раг в различных вариациях подчас полностью имитируя мелодию и ритм заданной раги, или смешивая различные раги создавая новые произведения.

### Изобразительное искусство

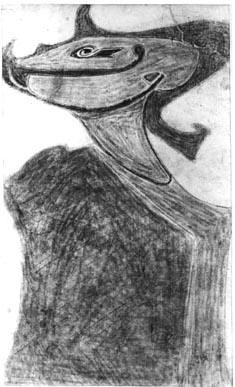
Опыт Тагора в примитивизме: рисунок маски театра Маланган из северной Новой Ирландии (пастель)

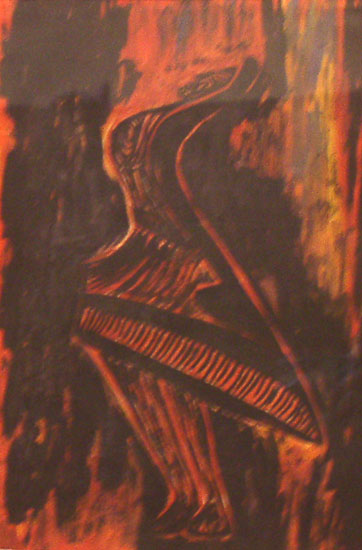
«Танцующая девушка»

Тагор — автор около 2 500 рисунков, участвовавших в выставках Индии, Европы и Азии. Дебютная выставка состоялась в Париже, по приглашению деятелей искусства, с которыми Тагор общался во Франции. На Арсенальной выставке, во время её экспозиции в Чикаго в 1913 году, Тагор изучал современное искусство от импрессионистов до Марселя Дюшана. Его впечатлили лондонские лекции Стеллы Краммрих (1920 год) и он пригласил её выступить с рассказами о мировом искусстве от готики до дадаизма в Шантиникетане. Влияние на стиль Тагора оказало посещение Японии в 1912 году. В некоторых его пейзажах и автопортретах явно прослеживается увлечение импрессионизмом. Тагор подражал многочисленным стилям, включая ремесла севера Новой Ирландии, резьбе народности хайда с западного берега Канады (Британская Колумбия) и ксилогравюр Макса Пехштейна.
Тагор, предположительно, имевший дальтонизм (частичную неразличимость красного и зелёного цветов), создавал работы с особенными композициями и цветовыми решениями. Его очаровывали геометрические фигуры, он часто использовал в портретах угловатые, устремлённые вверх линии, узкие, вытянутые формы, отражающие душевные переживания. Поздние работы Тагора характеризуются гротескностью, и драматизмом, хотя остаётся непонятным, отражает ли это боль Тагора за свою семью или за судьбу всего человечества.
В письме к Рани Махаланобис, жене известного индийского математика и своего друга Прасанты Махаланобиса, Тагор писал:

Прежде всего есть намёк на линию, потом линия становится формой. Более выраженная форма становится отображением моей концепции… Единственное обучение, которое я получил в молодости, было обучением ритма, в мысли, ритма в звуке. Я пришёл к пониманию, что ритм создаёт реальность, в которой бессистемное незначительно.
Оригинальный текст (англ.)First, there is the hint of a line, and then the line becomes a form. The more pronounced the form becomes the clearer becomes the picture of my conception… The only training which I had from my younger days
was the training in rhythm, in thought, the rhythm in sound. I had come to know that rhythm gives reality to which is desultory, insignificant in itself.
— «Rabindranth Tagore to Rani Mahalanobis», November 1928, trans. Khitish Roy, in
Neogy, pp. 79—80.
Для Тагора этот ритм являлся отражением игры Создателя. Он переосмысливал опыт модернистов, мастерски сохраняя баланс между индивидуальностью и разнообразием в творчестве.

### Драма и проза
Хотя на Западе Тагор больше известен как поэт, он был также автором многочисленных пьес: «Жертвоприношение» («Visarjan», 1890), герой которой, молодой человек, занят мучительными поисками истины; «Почта» («Dakghar», 1912) — печальная история подростка; «Красные олеандры» («Rakta-Karabi», 1925) — драма социального и политического протеста. Роман Р. Тагора «Гора» неоднократно переиздавался в переводе на русский язык в России \ СССР.

### Оценка творчества
Литературный секретарь Тагора Ами Чакраварти отмечал, что стихотворения поэта пользовались такой популярностью у простых бенгальцев, что часто воспринимались ими как народные. Но популяризации творчества на Западе мешало относительно небольшое количество качественных переводов, иные же не передавали всего первоначального смысла и красоты строк. Множество ранних произведений оставались непереведёнными и, таким образом, доступными лишь для бенгалоязычных читателей.
Сотрудник школы в Шантиникетане и помощник Тагора Кришна Крипалани писал:

…главное значение Тагора состоит в том импульсе, который он дал всему течению культурного и духовного развития Индии… Он дал индийцам веру в свой язык и в своё культурное и интеллектуальное наследие.
— Крипалани К. Рабиндранат Тагор = Rabindranath Tagore. A Biography / Пер. Л. Н. Асанова. — М.: Молодая гвардия, 1983.

## Влияние и память

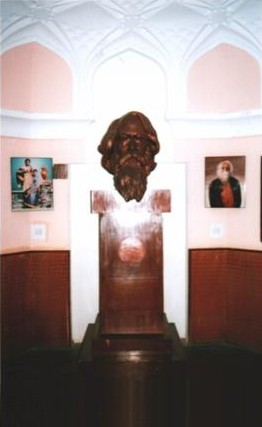
Зал памяти Тагора в

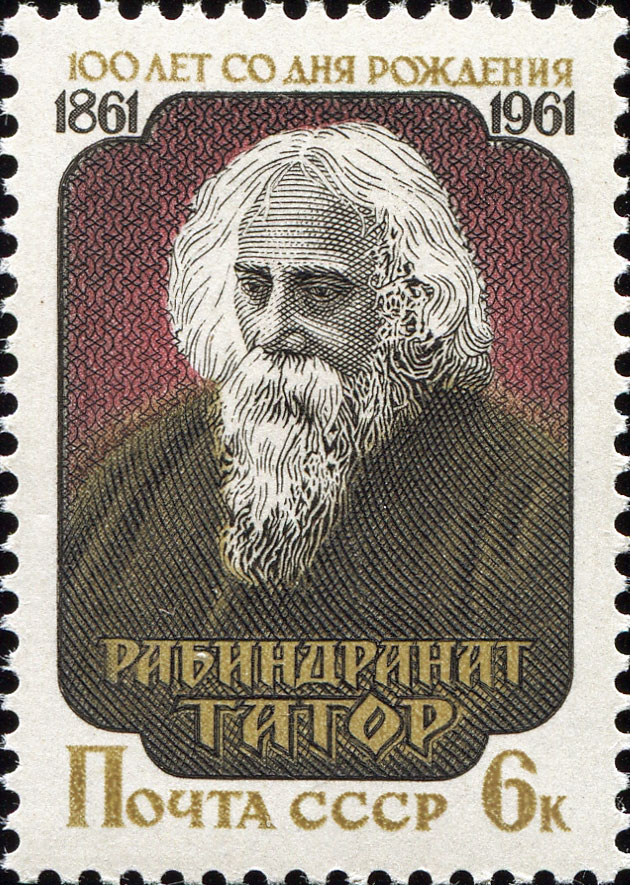
Почтовая марка СССР, 1961 год. 100 лет со дня рождения Рабиндраната Тагора.

В память Рабиндраната Тагора устраиваются многочисленные фестивали и праздники: Кабирпранам в годовщину его рождения, ежегодный Фестиваль Тагора в Иллинойсе, шествия из Калькутты в Шантиникетан, чтения поэзии Тагора на значительных событиях и другие. Эта традиция ощущается во всех сферах культуры Бенгалии от её языка и искусства до истории и политики. Нобелевский лауреат Амартья Сен охарактеризовал Тагора как ключевую фигуру, остро чувствующего и разностороннего мыслителя современности. Его «Рабиндра Рачанавали» (Rabīndra Rachanāvalī) были признаны величайшим культурным сокровищем Бенгалии, а сам Тагор признан величайшим из поэтов Индии.

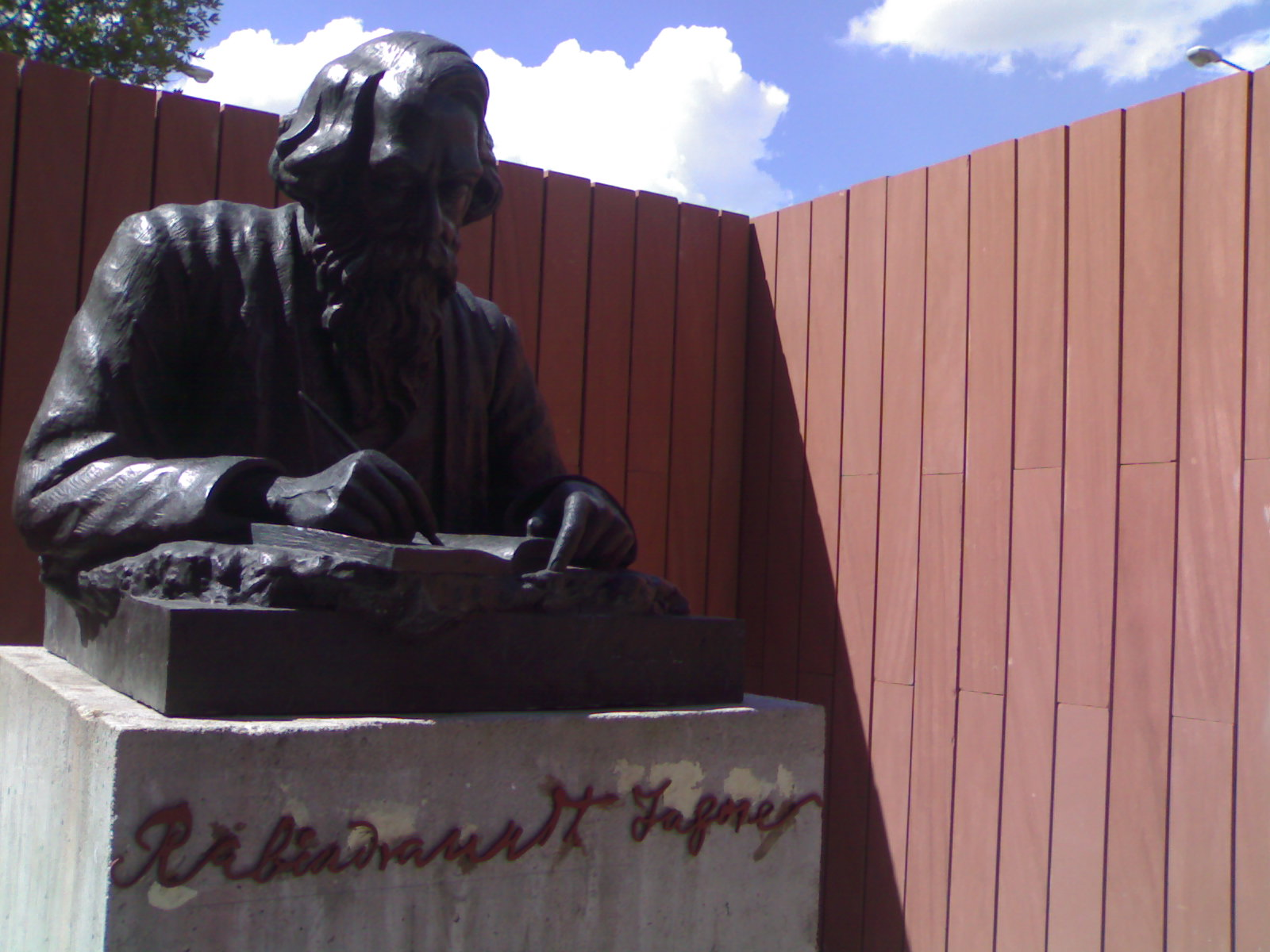
Памятник в Вальядолиде, Испания

Известность Тагора простиралась от Европы до Восточной Азии и Северной Америки. Он был соучредителем школы в Дарлингтон Холле, передового учебного заведения совместного типа. Он оказал влияние на нобелевского лауреата из Японии, писателя Ясунари Кавабату. Сегодня творчество Тагора переведено на английский, немецкий, испанский, русский и другие европейские языки. Среди переводчиков были известный чешский индолог Винценц Лесный, нобелевский лауреат из Франции Андре Жид, поэтесса Анна Ахматова, премьер-министр Турции Бюлент Эджевит и другие. В Соединённых Штатах лекции Тагора 1916—1917 годов были широко известны и бурно приветствовались. Однако некоторые дебаты, в которые он был вовлечён, были причиной снижения его популярности в Японии и Америке после 1920-х годов, вплоть до почти полной безвестности за пределами Бенгалии. В основном, это было следствием его отношений с индийскими националистами Субхасом Босом и Рашем Босом, а также его отношением к коммунистической идеологии, победившей в СССР. Его первоначально дружеские отношения с Муссолини также вызывали нарекания со стороны друзей.
Знакомство с переводами работ Тагора оказало влияние на представителей испаноязычной литературы, таких как Пабло Неруда, Хосе Ортега-и-Гассет, Хуан Хименес и его жена Зенобия Кампруби, Габриела Мистраль, мексиканский писатель Октавио Пас. Между 1914 и 1922 годами чета Хименес-Кампруби перевела 22 книги Тагора на испанский. В это же время Хименес разработал стиль «голой поэзии» (исп. poesia desnuda).
Тагор полагал, что некоторые западные читатели его переоценивают. Действительно, на Западе его читали не очень многие, и Грэм Грин в 1937 году сказал

Что касается Рабиндраната Тагора, я не могу поверить, что кто-то, кроме мистера Йейтса, может воспринимать его поэмы серьёзно.
Оригинальный текст (англ.)As for Rabindranath Tagore, I cannot believe that anyone but Mr. Yeats can still take his poems very seriously.
— Amartya Sen. Tagore And His India (англ.). Counter Currents. Дата обращения: 18 апреля 2011. Архивировано из оригинала 10 августа 2011 года.
В честь Рабиндраната Тагора назван кратер на Меркурии.
- Имя присвоено школе с углублённым изучением иностранных языков в Санкт-Петербурге.
- В московской школе № 26 (ныне № 1279) в 1962 году учителем английского языка Боковой Валерией Викторовной открыт музей Р. Тагора, который можно посетить и сейчас[118]
- Р. Тагор изображён на почтовой марке Болгарии 1982 года.
- Памятник Тагору стоит в Москве в Парке Дружбы.

В советской и российской кинематографии встречаются упоминания Тагора и используются песни на его стихи:
- В фильме «Вам и не снилось…» в исполнении Ирины Отиевой звучит песня «Последняя поэма» на стихи Рабиндраната Тагора (перевод Аделины Адалис, музыка Алексея Рыбникова) из его одноимённого романа.
- В фильме «Золотой телёнок» (1968) показана надпись на афише: «!!! Приехал жрец !!! Знаменитый бомбейский брамин-йог. Любимец Рабиндраната Тагора».
- В фильме «День Радио» из уст капитана КЦР-12, роль которого сыграл Фёдор Добронравов, звучит фраза «Вот тебе, бабушка, и Рабиндранат Тагор!»[значимость факта?].

## Труды
- Тагор Р. Собрание сочинений : в 12 т. / Под ред. Е. Быковой, А.  Гнатюка-Данильчука, В. Новиковой. — М. : ГИХЛ, 1961—1966.
- Тагор Р. Стихотворения. Рассказы. Гора. — М. : Художественная литература, 1973. — 784 с. — (Библиотека всемирной литературы. Сер. третья ; т. 184). — 303 000 экз.
- Тагор Р. Избранные произведения. — М.: Панорама, 1999. — 496 с. — 5000 экз. — ISBN 5-85220-467-6.

## Фильмы о Тагоре
- 1986 — «Рабиндранат Тагор и советская Россия» (СССР, режиссёр — В. Федорченко).
- 1961 — «Рабиндранат Тагор» (Индия, режиссёр — Сатьяджит Рай)

### Комментарии
1. ↑  Бенгали: МФА: ɾobind̪ɾonat̪ʰ ʈʰakuɾо файле.
 Хинди: МФА: rəʋiːnd̪rəˈnaːt̪ʰ ʈʰaːˈkʊrо файле.
2. ↑  Бенгальский календарь: 25 бойшаха, 1268 — 22 срабона, 1348 (২৫শে বৈশাখ, ১২৬৮ — ২২শে শ্রাবণ, ১৩৪৮ বঙ্গাব্দ).

### Творчество
- Wikilivres — Переводы Тагора на русский, английский и французский языки в Wikilivres.
- Рабиндрат Тагор стихи, переведённые на русский язык — Стихи Поэта. Ру
- Рабиндранат Тагор. litera.ru. — Стихи. Дата обращения: 26 марта 2011. Архивировано из оригинала 24 ноября 2010 года.
- The Complete Works of Rabindranath Tagore (бенг.). — Произведения Рабиндраната Тагора на английском и бенгальском языках. Дата обращения: 26 марта 2011. Архивировано из оригинала 10 августа 2011 года.
- Fireflies by Rabindranath Tagore (англ.). Terebess Asia Online. — Оригинал и английский перевод хайку Тагора, начатого в Японии и завершённого в Венгрии. Дата обращения: 29 марта 2011. Архивировано 10 августа 2011 года.
- Rabindranate Tagore (англ.). Project Gutenberg. — Проза, поэзия и пьесы Тагора. Дата обращения: 29 марта 2011. Архивировано 10 августа 2011 года.

### Отзывы современников
- Беседы Эйнштейна и Рабиндраната Тагора. Omkara.ru. — 14 июля и 19 августа 1930 года. Дата обращения: 26 марта 2011.
- Николай Рерих. Глава четвертая. Сеятели. Зажигайте сердца. roerih.ru. — Николай Рерих о Толстом и Тагоре. Дата обращения: 26 марта 2011.
- Уильям Балер Йейтс. Из письма У. Ротенстайну по поводу перевода сборника стихов Рабиндраната Тагора. Литературный журнал «Дарьял». Дата обращения: 28 марта 2011.

### Другое
- Ниланджан Банерджи. Тагор, Гитанджали и Нобелевская премия. Индия по-русски, по мат. жур. «Индия Перспективы». — Предыстория вручения Тагору Нобелевской премии. Дата обращения: 28 марта 2011.
- Tagore (Family) (англ.). Genealogical Gleaning. — Родословная семьи Тагоров от прадеда Рабиндраната Тагора до его внуков. Дата обращения: 6 апреля 2011. Архивировано 10 августа 2011 года.
- Tagore Library (англ.). Lucknow University. — Страница библиотеки имени Тагора в Университете Лукнау (Уттар-Прадеш, Индия). Дата обращения: 29 марта 2011. Архивировано 10 августа 2011 года.
- Sugata Bose. Rabindranath Tagore and Asian Universalism (англ.). Nalanda Sriwijaya Centre (Institute of Southeast Aisan Studies). Дата обращения: 11 апреля 2011. Архивировано из оригинала 7 сентября 2012 года.